# Красников, Константин Кириллович
Константин Кириллович Красников (21 апреля 1968, Кишинёв, Молдавская ССР — 4 октября 1993, Москва, Россия) — гвардии старший лейтенант ВС РФ, Герой Российской Федерации (1993, посмертно). Заместитель командира инженерно-сапёрной роты 119-го гвардейского ордена Александра Невского парашютно-десантного полка 106-й гвардейской Краснознамённой ордена Кутузова 2-й степени воздушно-десантной дивизии.

## Биография
Родился в Кишинёве 21 апреля 1968 года. Окончил среднюю школу.
Поступил на службу в армию в августе 1986 года, через четыре года, в 1990 году, окончил Каменец-Подольское высшее военно-инженерное командное училище имени маршала инженерных войск В.К. Харченко, после поступил на службу в 119-й гвардейский парашютно-десантный полк (в/ч 59236) командиром взвода, с 1991 года — заместитель командира инженерно-саперной роты.
Во время событий сентября — октября 1993 года в Москве участвовал на стороне Президента Б. Н. Ельцина. Погиб 4 октября 1993 года от пулевого ранения в голову (сверху вниз, выстрел снайпера) во время боёв в районе здания Верховного Совета РСФСР.
Указом Президента Российской Федерации № 1605 от 7 октября 1993 года за мужество и героизм, проявленные при выполнении специального задания, гвардии старшему лейтенанту Красникову Константину Кирилловичу присвоено звание Героя Российской Федерации (посмертно) с вручением медали «Золотая звезда» (№ 42).
Похоронен в Москве на Кунцевском кладбище.